# (463901) 2014 UM112
(463901) 2014 UM112 es un asteroide perteneciente al cinturón de asteroides, descubierto el 4 de mayo de 2008 por el equipo Spacewatch desde el Observatorio Nacional de Kitt Peak (Arizona, Estados Unidos).